# کارلوس منچیا
کارلوس منچیا (انگلیسی: Carlos Mencia؛ زادهٔ ۲۲ اکتبر ۱۹۶۷) یک کمدین و نویسنده هندوراسی‌تبار اهل ایالات متحده آمریکا است. وی از سال ۱۹۹۰ میلادی تاکنون مشغول فعالیت بوده‌است. کارلوس منچیا بیشتر در موضوعات سیاسی، فرهنگی، اجتماعی و نژادپرستی فعالیت دارد.

## گزیده آثار
- در رنگ‌های زنده - ۱۹۹۰
- ۲۹ درخت نخل -۲۰۰۲
- عروسی خانوادگی ما - ۲۰۱۰
- کارلوس منچیا - سرزمین جدید - ۲۰۱۱